# الجيرة (العدين)

تعديل مصدري - تعديل

الجيرة محلة تابعة لقرية بني عمر، التابعة لعزلة بني عبد الله بمديرية العدين إحدى مديريات محافظة إب في الجمهورية اليمنية، بلغ تعداد سكانها 45 حسب تعداد اليمن لعام 2004.